# Championnat d'Asie féminin de basket-ball des moins de 16 ans 2017
Navigation
Indonésie 2015 Australie 2019
Le championnat d'Asie féminin de basket-ball des moins de 16 ans 2017 se déroule à Bangalore en Inde du 22 au 28 octobre 2017. Il s'agit de la cinquième édition de la compétition, instaurée en 2009.

## Équipes participantes

### Qualifications

#### Division A
8 équipes, issues du Championnat d'Asie U16 de l'édition précédente, sont qualifiées pour cette division.
| Mode de qualification                                                                       | Places | Nations qualifiées              |
| ------------------------------------------------------------------------------------------- | ------ | ------------------------------- |
| Demi-finalistes du Championnat d'Asie U16 2015                                              | 4      | Chine Japon Corée du Sud Taïwan |
| Vainqueurs des barrages de qualifications pour la Division A du Championnat d'Asie U16 2017 | 2      | Hong Kong Thaïlande             |
| 2 équipes de la FIBA Océanie                                                                | 2      | Australie Nouvelle-Zélande      |

#### Division B
7 équipes, issues du Championnat d'Asie U16 de l'édition précédente, sont qualifiées pour cette division.
| Mode de qualification                                                        | Places | Nations qualifiées                                |
| ---------------------------------------------------------------------------- | ------ | ------------------------------------------------- |
| Relégué en Division B de ce championnat lors de l'édition précédente en 2015 | 1      | Inde                                              |
| 6 équipes de la FIBA Asie                                                    | 6      | Iran Kazakhstan Malaisie Maldives Népal Sri Lanka |

## Division A

### Rencontres

#### Premier tour

##### Groupe A
| Rang | Équipe           | Pts | J | G | P | Pp  | Pc  | Diff |  | Résultats (dom.\ext.) |   |       |       |       |
| ---- | ---------------- | --- | - | - | - | --- | --- | ---- |  | --------------------- | - | ----- | ----- | ----- |
| 1    | Australie        | 6   | 3 | 3 | 0 | 232 | 153 | 79   |  | Australie             |   | 61-43 | 83-50 | 88-60 |
| 2    | Nouvelle-Zélande | 5   | 3 | 2 | 1 | 188 | 171 | 17   |  | Nouvelle-Zélande      | - |       | 74-44 | 71-66 |
| 3    | Corée du Sud     | 4   | 3 | 1 | 2 | 184 | 225 | -41  |  | Corée du Sud          | - | -     |       | 90-68 |
| 4    | Taïwan           | 3   | 3 | 0 | 3 | 194 | 249 | -55  |  | Taïwan                | - | -     | -     |       |

##### Groupe B
| Rang | Équipe    | Pts | J | G | P | Pp  | Pc  | Diff |  | Résultats (dom.\ext.) |   |       |        |        |
| ---- | --------- | --- | - | - | - | --- | --- | ---- |  | --------------------- | - | ----- | ------ | ------ |
| 1    | Japon     | 6   | 3 | 3 | 0 | 298 | 126 | 172  |  | Japon                 |   | 70-53 | 115-37 | 113-36 |
| 2    | Chine     | 5   | 3 | 2 | 1 | 283 | 130 | 153  |  | Chine                 | - |       | 89-28  | 141-32 |
| 3    | Thaïlande | 4   | 3 | 1 | 2 | 158 | 268 | -110 |  | Thaïlande             | - | -     |        | 93-64  |
| 4    | Hong Kong | 3   | 3 | 0 | 3 | 132 | 347 | -215 |  | Hong Kong             | - | -     | -      |        |

#### Tableau final
|  | Quarts de finale | Quarts de finale | Quarts de finale | Quarts de finale |                  |                  | Demi-finales    | Demi-finales    | Demi-finales                  | Demi-finales                  |                               |                               | Finale          | Finale          | Finale          | Finale          |
|  |                  |                  |                  |                  |                  |                  |                 |                 |                               |                               |                               |                               |                 |                 |                 |                 |
|  | 26 octobre 2017  | 26 octobre 2017  | 26 octobre 2017  | 26 octobre 2017  |                  |                  | 27 octobre 2017 | 27 octobre 2017 | 27 octobre 2017               | 27 octobre 2017               |                               |                               | 28 octobre 2017 | 28 octobre 2017 | 28 octobre 2017 | 28 octobre 2017 |
|  | 26 octobre 2017  | 26 octobre 2017  | 26 octobre 2017  | 26 octobre 2017  |                  |                  | 27 octobre 2017 | 27 octobre 2017 | 27 octobre 2017               | 27 octobre 2017               |                               |                               | 28 octobre 2017 | 28 octobre 2017 | 28 octobre 2017 | 28 octobre 2017 |
|  | A1               | Australie        | 123              | 123              |                  |                  | 27 octobre 2017 | 27 octobre 2017 | 27 octobre 2017               | 27 octobre 2017               |                               |                               | 28 octobre 2017 | 28 octobre 2017 | 28 octobre 2017 | 28 octobre 2017 |
|  | A1               | Australie        | 123              | 123              |                  |                  | 27 octobre 2017 | 27 octobre 2017 | 27 octobre 2017               | 27 octobre 2017               |                               |                               | 28 octobre 2017 | 28 octobre 2017 | 28 octobre 2017 | 28 octobre 2017 |
|  | B4               | Hong Kong        | 29               | 29               |                  |                  | 27 octobre 2017 | 27 octobre 2017 | 27 octobre 2017               | 27 octobre 2017               |                               |                               | 28 octobre 2017 | 28 octobre 2017 | 28 octobre 2017 | 28 octobre 2017 |
|  | B4               | Hong Kong        | 29               | 29               | Australie        | Australie        | 86              | 86              |                               |                               |                               |                               | 28 octobre 2017 | 28 octobre 2017 | 28 octobre 2017 | 28 octobre 2017 |
|  | 26 octobre 2017  |                  |                  |                  | Australie        | Australie        | 86              | 86              |                               |                               |                               |                               | 28 octobre 2017 | 28 octobre 2017 | 28 octobre 2017 | 28 octobre 2017 |
|  |                  |                  | Chine            | Chine            | 46               | 46               |                 |                 |                               |                               |                               |                               | 28 octobre 2017 | 28 octobre 2017 | 28 octobre 2017 | 28 octobre 2017 |
|  | B2               | Chine            | Chine            | Chine            | 46               | 46               | 72              | 72              |                               |                               |                               |                               | 28 octobre 2017 | 28 octobre 2017 | 28 octobre 2017 | 28 octobre 2017 |
|  | B2               | Chine            | 27 octobre 2017  |                  |                  |                  | 72              | 72              |                               |                               |                               |                               | 28 octobre 2017 | 28 octobre 2017 | 28 octobre 2017 | 28 octobre 2017 |
|  | A3               | Corée du Sud     | 57               | 57               |                  |                  |                 |                 |                               |                               |                               |                               | 28 octobre 2017 | 28 octobre 2017 | 28 octobre 2017 | 28 octobre 2017 |
|  | A3               | Corée du Sud     | 57               | 57               | Australie        | Australie        | 61              | 61              |                               |                               |                               |                               |                 |                 |                 |                 |
|  | 26 octobre 2017  |                  |                  |                  | Australie        | Australie        | 61              | 61              |                               |                               |                               |                               |                 |                 |                 |                 |
|  |                  |                  | Japon            | Japon            | 60               | 60               |                 |                 |                               |                               |                               |                               |                 |                 |                 |                 |
|  | A2               | Nouvelle-Zélande | Japon            | Japon            | 60               | 60               | 80              | 80              |                               |                               |                               |                               |                 |                 |                 |                 |
|  | A2               | Nouvelle-Zélande |                  |                  |                  |                  |                 |                 |                               |                               |                               |                               |                 |                 |                 |                 |
|  | B3               | Thaïlande        | 52               | 52               |                  |                  |                 |                 |                               |                               |                               |                               |                 |                 |                 |                 |
|  | B3               | Thaïlande        | 52               | 52               | Nouvelle-Zélande | Nouvelle-Zélande | 65              | 65              | Match pour la troisième place | Match pour la troisième place | Match pour la troisième place | Match pour la troisième place |                 |                 |                 |                 |
|  | 26 octobre 2017  |                  |                  |                  | Nouvelle-Zélande | Nouvelle-Zélande | 65              | 65              | Match pour la troisième place | Match pour la troisième place | Match pour la troisième place | Match pour la troisième place |                 |                 |                 |                 |
|  |                  |                  | Japon            | Japon            | 97               | 97               |                 |                 | 28 octobre 2017               | 28 octobre 2017               | 28 octobre 2017               | 28 octobre 2017               |                 |                 |                 |                 |
|  | B1               | Japon            | Japon            | Japon            | 97               | 97               | 82              | 82              | 28 octobre 2017               | 28 octobre 2017               | 28 octobre 2017               | 28 octobre 2017               |                 |                 |                 |                 |
|  | B1               | Japon            |                  |                  |                  |                  |                 | 82              |                               |                               | Chine                         | Chine                         | 60              | 60              |                 |                 |
|  | A4               | Taïwan           | 49               | 49               |                  |                  |                 |                 |                               |                               | Chine                         | Chine                         | 60              | 60              |                 |                 |
|  | A4               | Taïwan           | 49               | 49               | Nouvelle-Zélande | Nouvelle-Zélande | 43              | 43              |                               |                               |                               |                               |                 |                 |                 |                 |
|  |                  |                  |                  |                  |                  |                  |                 |                 |                               |                               |                               |                               |                 |                 |                 |                 |

#### Matches de classement

##### Matches pour la5eplace
|  | Tour de classement 5e - 8e | Tour de classement 5e - 8e | Tour de classement 5e - 8e | Tour de classement 5e - 8e |                        |              | Match pour la 5e place | Match pour la 5e place | Match pour la 5e place | Match pour la 5e place |
|  |                            |                            |                            |                            |                        |              |                        |                        |                        |                        |
|  | 27 octobre 2017            | 27 octobre 2017            | 27 octobre 2017            | 27 octobre 2017            |                        |              | 28 octobre 2017        | 28 octobre 2017        | 28 octobre 2017        | 28 octobre 2017        |
|  | Hong Kong                  | Hong Kong                  | 63                         | 63                         |                        |              | 28 octobre 2017        | 28 octobre 2017        | 28 octobre 2017        | 28 octobre 2017        |
|  | Hong Kong                  | Hong Kong                  | 63                         | 63                         |                        |              | 28 octobre 2017        | 28 octobre 2017        | 28 octobre 2017        | 28 octobre 2017        |
|  | Corée du Sud               | Corée du Sud               | 109                        | 109                        |                        |              | 28 octobre 2017        | 28 octobre 2017        | 28 octobre 2017        | 28 octobre 2017        |
|  | Corée du Sud               | Corée du Sud               | 109                        | 109                        | Corée du Sud           | Corée du Sud | 69                     | 69                     |                        |                        |
|  | 27 octobre 2017            |                            |                            |                            | Corée du Sud           | Corée du Sud | 69                     | 69                     |                        |                        |
|  |                            |                            | Taïwan                     | Taïwan                     | 52                     | 52           |                        |                        |                        |                        |
|  | Thaïlande                  | Thaïlande                  | Taïwan                     | Taïwan                     | 52                     | 52           | 69                     | 69                     |                        |                        |
|  | Thaïlande                  | Thaïlande                  |                            |                            |                        |              |                        | 69                     |                        |                        |
|  | Taïwan                     | Taïwan                     | 74                         | 74                         |                        |              |                        |                        |                        |                        |
|  | Taïwan                     | Taïwan                     | 74                         | 74                         | Match pour la 7e place |              |                        |                        |                        |                        |
|  |                            |                            |                            |                            |                        |              |                        |                        |                        |                        |
|  | 28 octobre 2017            |                            |                            |                            |                        |              |                        |                        |                        |                        |
|  | Hong Kong                  | Hong Kong                  | 59                         | 59                         |                        |              |                        |                        |                        |                        |
|  | Hong Kong                  | Hong Kong                  | 59                         | 59                         |                        |              |                        |                        |                        |                        |
|  | Thaïlande                  | Thaïlande                  | 83                         | 83                         |                        |              |                        |                        |                        |                        |
|  | Thaïlande                  | Thaïlande                  | 83                         | 83                         |                        |              |                        |                        |                        |                        |

### Classement final
| Place                    | Équipe           | Vict.-Déf. |
| ------------------------ | ---------------- | ---------- |
| Médaille d'or, Asie      | Australie        | 6 - 0      |
| Médaille d'argent, Asie  | Japon            | 5 - 1      |
| Médaille de bronze, Asie | Chine            | 4 - 2      |
| 4                        | Nouvelle-Zélande | 3 - 3      |
| 5                        | Corée du Sud     | 3 - 3      |
| 6                        | Taïwan           | 1 - 5      |
| 7                        | Thaïlande        | 2 - 4      |
| 8                        | Hong Kong        | 0 - 6      |

- Qualification pour la Coupe du Monde U17 2018
- Relégation en Division B pour le Championnat d'Asie U16 2019[1]

### Leaders statistiques

#### Points
| Place | Nom                    | Équipe           | PPM  |
| ----- | ---------------------- | ---------------- | ---- |
| 1     | Charlisse Leger-Walker | Nouvelle-Zélande | 16,2 |
| 2     | Chia Jung Lin          | Taïwan           | 15,2 |
| 3     | Yada Sriharaksa        | Thaïlande        | 14,8 |
| 4     | Yutong Liu             | Chine            | 14,3 |
| 5     | Ming Zheng             | Chine            | 13,5 |

#### Rebonds
| Place | Nom                    | Équipe           | RPM  |
| ----- | ---------------------- | ---------------- | ---- |
| 1     | Yutong Liu             | Chine            | 13,5 |
| 2     | Sharne Pupuke-Robati   | Nouvelle-Zélande | 11,2 |
| 3     | Hui Tzu Cheng          | Taïwan           | 9,2  |
| 4     | Charlisse Leger-Walker | Nouvelle-Zélande | 9,0  |
| 4     | Yada Sriharaksa        | Thaïlande        | 9,0  |

#### Passes décisives
| Place | Nom            | Équipe       | PDPM |
| ----- | -------------- | ------------ | ---- |
| 1     | Yeeun Heo      | Corée du Sud | 7,3  |
| 2     | Hsuan Yi Tseng | Taïwan       | 4,2  |
| 2     | Ming Zheng     | Chine        | 4,2  |
| 4     | Miku Takahashi | Japon        | 4,0  |
| 5     | Heekyo Jeon    | Corée du Sud | 3,8  |

#### Contres
| Place | Nom               | Équipe       | CPM |
| ----- | ----------------- | ------------ | --- |
| 1     | Parinya Sarathana | Thaïlande    | 2,0 |
| 1     | Muyao Guo         | Chine        | 2,0 |
| 3     | Hui Tzu Cheng     | Taïwan       | 1,7 |
| 4     | Minju Choi        | Corée du Sud | 1,3 |
| 4     | Lina Nakazawa     | Japon        | 1,3 |
| 4     | Yada Sriharaksa   | Thaïlande    | 1,3 |

#### Interceptions
| Place | Nom                   | Équipe       | IPM |
| ----- | --------------------- | ------------ | --- |
| 1     | Yerim Jung            | Corée du Sud | 4,0 |
| 2     | Yeeun Heo             | Corée du Sud | 3,8 |
| 3     | Minami Ikematsu       | Japon        | 2,8 |
| 4     | Maika Miura           | Japon        | 2,3 |
| 4     | Pitchayapa Phuekraksa | Thaïlande    | 2,3 |

#### Évaluation
| Place | Nom               | Équipe    | EPM  |
| ----- | ----------------- | --------- | ---- |
| 1     | Nnenna Emma-Nnopu | Australie | 19,8 |
| 2     | Yutong Liu        | Chine     | 19,5 |
| 3     | Yada Sriharaksa   | Thaïlande | 17,7 |
| 4     | Aika Hirashita    | Japon     | 15,7 |
| 5     | Maika Miura       | Japon     | 15,3 |

## Division B

### Rencontres

#### Premier tour

##### Groupe A
| Rang | Équipe    | Pts | J | G | P | Pp  | Pc  | Diff |  | Résultats (dom.\ext.) |   |       |       | Drapeau du Népal |
| ---- | --------- | --- | - | - | - | --- | --- | ---- |  | --------------------- | - | ----- | ----- | ---------------- |
| 1    | Inde      | 6   | 3 | 3 | 0 | 289 | 148 | 141  |  | Inde                  |   | 97-53 | 86-58 | 106-37           |
| 2    | Iran      | 5   | 3 | 2 | 1 | 226 | 205 | 21   |  | Iran                  | - |       | 84-76 | 89-32            |
| 3    | Sri Lanka | 4   | 3 | 1 | 2 | 202 | 218 | -16  |  | Sri Lanka             | - | -     |       | 68-48            |
| 4    | Népal     | 3   | 3 | 0 | 3 | 117 | 263 | -146 |  | Népal                 | - | -     | -     |                  |

##### Groupe B
| Rang | Équipe     | Pts | J | G | P | Pp  | Pc  | Diff |  | Résultats (dom.\ext.) |   |       |        |
| ---- | ---------- | --- | - | - | - | --- | --- | ---- |  | --------------------- | - | ----- | ------ |
| 1    | Malaisie   | 4   | 2 | 2 | 0 | 194 | 64  | 130  |  | Malaisie              |   | 64-50 | 130-14 |
| 2    | Kazakhstan | 3   | 2 | 1 | 1 | 164 | 74  | 90   |  | Kazakhstan            | - |       | 114-10 |
| 3    | Maldives   | 2   | 2 | 0 | 2 | 24  | 244 | -220 |  | Maldives              | - | -     |        |

#### Tableau final
|  | Quarts de finale | Quarts de finale | Quarts de finale | Quarts de finale |                 |            | Demi-finales    | Demi-finales    | Demi-finales                  | Demi-finales                  |                               |                               | Finale          | Finale          | Finale          | Finale          |
|  |                  |                  |                  |                  |                 |            |                 |                 |                               |                               |                               |                               |                 |                 |                 |                 |
|  | 26 octobre 2017  | 26 octobre 2017  | 26 octobre 2017  | 26 octobre 2017  |                 |            | 27 octobre 2017 | 27 octobre 2017 | 27 octobre 2017               | 27 octobre 2017               |                               |                               | 28 octobre 2017 | 28 octobre 2017 | 28 octobre 2017 | 28 octobre 2017 |
|  | 26 octobre 2017  | 26 octobre 2017  | 26 octobre 2017  | 26 octobre 2017  |                 |            | 27 octobre 2017 | 27 octobre 2017 | 27 octobre 2017               | 27 octobre 2017               |                               |                               | 28 octobre 2017 | 28 octobre 2017 | 28 octobre 2017 | 28 octobre 2017 |
|  | B2               | Kazakhstan       | 71               | 71               |                 |            | 27 octobre 2017 | 27 octobre 2017 | 27 octobre 2017               | 27 octobre 2017               |                               |                               | 28 octobre 2017 | 28 octobre 2017 | 28 octobre 2017 | 28 octobre 2017 |
|  | B2               | Kazakhstan       | 71               | 71               |                 |            | 27 octobre 2017 | 27 octobre 2017 | 27 octobre 2017               | 27 octobre 2017               |                               |                               | 28 octobre 2017 | 28 octobre 2017 | 28 octobre 2017 | 28 octobre 2017 |
|  | A3               | Sri Lanka        | 58               | 58               |                 |            | 27 octobre 2017 | 27 octobre 2017 | 27 octobre 2017               | 27 octobre 2017               |                               |                               | 28 octobre 2017 | 28 octobre 2017 | 28 octobre 2017 | 28 octobre 2017 |
|  | A3               | Sri Lanka        | 58               | 58               | Kazakhstan      | Kazakhstan | 40              | 40              |                               |                               |                               |                               | 28 octobre 2017 | 28 octobre 2017 | 28 octobre 2017 | 28 octobre 2017 |
|  |                  |                  |                  |                  | Kazakhstan      | Kazakhstan | 40              | 40              |                               |                               |                               |                               | 28 octobre 2017 | 28 octobre 2017 | 28 octobre 2017 | 28 octobre 2017 |
|  |                  |                  | Inde             | Inde             | 77              | 77         |                 |                 |                               |                               |                               |                               | 28 octobre 2017 | 28 octobre 2017 | 28 octobre 2017 | 28 octobre 2017 |
|  |                  |                  |                  |                  | 77              | 77         |                 |                 |                               |                               |                               |                               | 28 octobre 2017 | 28 octobre 2017 | 28 octobre 2017 | 28 octobre 2017 |
|  |                  | 27 octobre 2017  |                  |                  |                 |            |                 |                 |                               |                               |                               |                               | 28 octobre 2017 | 28 octobre 2017 | 28 octobre 2017 | 28 octobre 2017 |
|  |                  |                  |                  |                  |                 |            |                 |                 |                               |                               |                               |                               | 28 octobre 2017 | 28 octobre 2017 | 28 octobre 2017 | 28 octobre 2017 |
|  | Inde             | Inde             | 64               | 64               |                 |            |                 |                 |                               |                               |                               |                               |                 |                 |                 |                 |
|  | Inde             | Inde             | 64               | 64               | 26 octobre 2017 |            |                 |                 |                               |                               |                               |                               |                 |                 |                 |                 |
|  |                  |                  | Malaisie         | Malaisie         | 48              | 48         |                 |                 |                               |                               |                               |                               |                 |                 |                 |                 |
|  | A2               | Iran             | Malaisie         | Malaisie         | 48              | 48         | 129             | 129             |                               |                               |                               |                               |                 |                 |                 |                 |
|  | A2               | Iran             |                  |                  |                 |            |                 |                 |                               |                               |                               |                               |                 |                 |                 |                 |
|  | B3               | Maldives         | 39               | 39               |                 |            |                 |                 |                               |                               |                               |                               |                 |                 |                 |                 |
|  | B3               | Maldives         | 39               | 39               | Iran            | Iran       | 68              | 68              | Match pour la troisième place | Match pour la troisième place | Match pour la troisième place | Match pour la troisième place |                 |                 |                 |                 |
|  | 26 octobre 2017  |                  |                  |                  | Iran            | Iran       | 68              | 68              | Match pour la troisième place | Match pour la troisième place | Match pour la troisième place | Match pour la troisième place |                 |                 |                 |                 |
|  |                  |                  | Malaisie         | Malaisie         | 85              | 85         |                 |                 | 28 octobre 2017               | 28 octobre 2017               | 28 octobre 2017               | 28 octobre 2017               |                 |                 |                 |                 |
|  | B1               | Malaisie         | Malaisie         | Malaisie         | 85              | 85         | 88              | 88              | 28 octobre 2017               | 28 octobre 2017               | 28 octobre 2017               | 28 octobre 2017               |                 |                 |                 |                 |
|  | B1               | Malaisie         |                  |                  |                 |            |                 | 88              |                               |                               | Kazakhstan                    | Kazakhstan                    | 61              | 61              |                 |                 |
|  | A4               | Népal            | 36               | 36               |                 |            |                 |                 |                               |                               | Kazakhstan                    | Kazakhstan                    | 61              | 61              |                 |                 |
|  | A4               | Népal            | 36               | 36               | Iran            | Iran       | 47              | 47              |                               |                               |                               |                               |                 |                 |                 |                 |
|  |                  |                  |                  |                  |                 |            |                 |                 |                               |                               |                               |                               |                 |                 |                 |                 |

#### Matches de classement

##### Matches pour la5eplace
|  | Tour de classement 5e - 7e | Tour de classement 5e - 7e | Tour de classement 5e - 7e | Tour de classement 5e - 7e |                 |    | Match pour la 5e place | Match pour la 5e place | Match pour la 5e place | Match pour la 5e place |
|  |                            |                            |                            |                            |                 |    |                        |                        |                        |                        |
|  |                            |                            |                            |                            |                 |    | 28 octobre 2017        |                        |                        |                        |
|  | Sri Lanka                  |                            |                            |                            |                 |    |                        |                        |                        |                        |
|  |                            |                            |                            |                            |                 |    |                        |                        |                        |                        |
|  |                            |                            |                            |                            |                 |    |                        |                        |                        |                        |
|  | Sri Lanka                  | Sri Lanka                  | 74                         | 74                         |                 |    |                        |                        |                        |                        |
|  | Sri Lanka                  | Sri Lanka                  | 74                         | 74                         | 27 octobre 2017 |    |                        |                        |                        |                        |
|  |                            |                            | Népal                      | Népal                      | 38              | 38 |                        |                        |                        |                        |
|  | Maldives                   | Maldives                   | Népal                      | Népal                      | 38              | 38 | 32                     | 32                     |                        |                        |
|  | Maldives                   | Maldives                   |                            |                            |                 |    |                        | 32                     |                        |                        |
|  | Népal                      | Népal                      | 72                         | 72                         |                 |    |                        |                        |                        |                        |
|  | Népal                      | Népal                      | 72                         | 72                         |                 |    |                        |                        |                        |                        |

### Classement final
| Place                    | Équipe     | Vict.-Déf. |
| ------------------------ | ---------- | ---------- |
| Médaille d'or, Asie      | Inde       | 5 - 0      |
| Médaille d'argent, Asie  | Malaisie   | 4 - 1      |
| Médaille de bronze, Asie | Kazakhstan | 3 - 2      |
| 4                        | Iran       | 3 - 3      |
| 5                        | Sri Lanka  | 2 - 3      |
| 6                        | Népal      | 1 - 5      |
| 7                        | Maldives   | 0 - 4      |

- Promotion en Division A pour le Championnat d'Asie U16 2019[1]

### Leaders statistiques

#### Points
| Place | Nom                   | Équipe     | PPM  |
| ----- | --------------------- | ---------- | ---- |
| 1     | Vaishnavi Yadav       | Inde       | 20,4 |
| 2     | Thisari Hiniduma      | Sri Lanka  | 16,6 |
| 3     | Fatemeh Aghazadegan   | Iran       | 16,2 |
| 4     | Liyaara Hettiarachchi | Sri Lanka  | 14,6 |
| 5     | Alexandra Komarova    | Kazakhstan | 14,0 |

#### Rebonds
| Place | Nom                   | Équipe    | RPM  |
| ----- | --------------------- | --------- | ---- |
| 1     | Pratikshya Magar      | Népal     | 16,0 |
| 2     | Pushpa Kumar          | Inde      | 13,2 |
| 3     | Liyaara Hettiarachchi | Sri Lanka | 12,8 |
| 4     | Aida Golmohammadi     | Iran      | 12,3 |
| 5     | Shu Hwei Ng           | Malaisie  | 11,4 |

#### Passes décisives
| Place | Nom                  | Équipe     | PDPM |
| ----- | -------------------- | ---------- | ---- |
| 1     | Neha Karwa           | Inde       | 6,2  |
| 1     | Vaishnavi Yadav      | Inde       | 6,2  |
| 3     | Xeniya Abdurashitova | Kazakhstan | 4,2  |
| 4     | Zi Wei Wong          | Malaisie   | 4,0  |
| 5     | Elijabet Ekka        | Inde       | 3,4  |

#### Contres
| Place | Nom                   | Équipe    | CPM |
| ----- | --------------------- | --------- | --- |
| 1     | Sanjana Ramesh        | Inde      | 4,0 |
| 2     | Pratikshya Magar      | Népal     | 1,8 |
| 2     | Shu Hwei Ng           | Malaisie  | 1,8 |
| 2     | Shreyasi Rana         | Népal     | 1,8 |
| 5     | Liyaara Hettiarachchi | Sri Lanka | 1,4 |

#### Interceptions
| Place | Nom                 | Équipe     | IPM |
| ----- | ------------------- | ---------- | --- |
| 1     | Vaishnavi Yadav     | Inde       | 5,2 |
| 2     | Zi Wei Wong         | Malaisie   | 3,8 |
| 3     | Gnei Abdul          | Sri Lanka  | 3,6 |
| 3     | Ulbira Ussen        | Kazakhstan | 3,6 |
| 5     | Jing Zhe Lim        | Malaisie   | 3,2 |
| 5     | Fatemeh Aghazadegan | Iran       | 3,2 |

#### Évaluation
| Place | Nom                   | Équipe    | EPM  |
| ----- | --------------------- | --------- | ---- |
| 1     | Vaishnavi Yadav       | Inde      | 26,8 |
| 2     | Pushpa Kumar          | Inde      | 23,2 |
| 3     | Liyaara Hettiarachchi | Sri Lanka | 20,8 |
| 4     | Pratikshya Magar      | Népal     | 16,0 |
| 5     | Shu Hwei Ng           | Malaisie  | 15,8 |